# Areca macrocalyx
Areca macrocalyx är en enhjärtbladig växtart som beskrevs av Alexander Zippelius och Carl Ludwig von Blume. Areca macrocalyx ingår i släktet Areca och familjen Arecaceae. Inga underarter finns listade i Catalogue of Life.